# 송은혜 (뮤지컬 배우)
송은혜(1992년 12월 17일 ~ )는 대한민국의 뮤지컬 배우 겸 팝페라 가수이다.

## 생애
- 2012년에 연세대학교 음악대학 성악과에 입학하여 소정의 교육 과정을 수료한 뒤 2017년에 졸업하였다.

- 2018년 뮤지컬 엘리자벳의 앙상블로 캐스팅되어 뮤지컬 배우로서 데뷔하였다.

- 2023년 뮤지컬 오페라의 유령에서 크리스틴 다에 역으로 캐스팅되어 주연으로서 데뷔하였다.

- 뮤지컬 이외에 각종 공연, 행사 및 방송 등에 출연하며 활동하고 있다.

- 2024년 1월 15일 경희대학교 평화의전당에서 개최된 제8회 한국뮤지컬어워즈에서 배우 부문 신인상(여자) 후보로 노미네이트 되었다.

- 2024년 1월 23일 네이버에서 공식 팬카페가 개설되었으며, 팬카페 이름은 '송편엔 앙꼬'이다.

- 2024년 5월 23일 보석함 엔터테인먼트와 전속 계약을 체결하여 매니지먼트 지원을 받으며 활동 중이다.

- 캐치! 티니핑 시리즈의 극장판 애니메이션인 영화 <사랑의 하츄핑>에서 로미의 가창 연기를 맡았다.

- 2025년 3월 28일 뮤지컬 팬텀 10주년 공연에 크리스틴 다에 역으로 캐스팅 되었다.

## 학력
- 연세대학교 음악대학 성악과(학사)

## 뮤지컬
| 연도   | 날짜                       | 제목          | 배역          | 장소                  | 비고      |
| ------ | -------------------------- | ------------- | ------------- | --------------------- | --------- |
| 2018년 | 11월 17일 ~ 2월 10일       | 엘리자벳      | 앙상블        | 블루스퀘어 인터파크홀 | 데뷔      |
| 2023년 | 3월 25일 ~ 6월 18일        | 오페라의 유령 | 크리스틴 다에 | 드림씨어터            | 주연 데뷔 |
| 2023년 | 7월 14일 ~ 11월 17일       | 오페라의 유령 | 크리스틴 다에 | 샤롯데씨어터          | 주연 데뷔 |
| 2023년 | 12월 22일 ~ 2024년 2월 4일 | 오페라의 유령 | 크리스틴 다에 | 계명아트센터          | 주연 데뷔 |
| 2024년 | 12월 22일 ~ 2024년 2월 4일 | 오페라의 유령 | 크리스틴 다에 | 계명아트센터          | 주연 데뷔 |
| 2025년 | 5월 31일 ~ 8월 11일        | 팬텀          | 크리스틴 다에 | 세종문화회관 대극장   |           |

## 공연
|        | 날짜           | 제목                                                       | 장소                           | 비고          |
| ------ | -------------- | ---------------------------------------------------------- | ------------------------------ | ------------- |
| 2020년 | 11월 17일      | 극동방송 가을음악회                                        | 롯데콘서트홀                   |               |
| 2020년 | 12월 24일      | 오류의 크리스마스                                          | 오류아트홀                     |               |
| 2022년 | 7월 14일       | 2022 대한민국 해군 호국 음악회                             | 목포 시민문화체육센터 대공연장 |               |
| 2023년 | 4월 18일       | 4·19혁명 국민문화제 뮤직페스티벌                           | 강북구청 사거리 메인무대       |               |
| 2023년 | 9월 16일       | 우리가락 한마당 - 하남                                     | 하남 문화예술회관 대극장       |               |
| 2023년 | 12월 1일       | 남경주 & 송은혜의 뮤지컬 넘버 콘서트 - 연천                | 연천수레울아트홀 대공연장      |               |
| 2023년 | 12월 9일       | 김주택 뮤직 라이브러리 Act 4.                              | 롯데콘서트홀                   | 게스트로 출연 |
| 2024년 | 2월 23일       | 팬텀 오브 뮤지컬 - 함안                                    | 함안 문화예술회관 대극장       |               |
| 2024년 | 4월 13일       | 은평과 마주해 "봄"                                         | 은평문화예술회관 대극장        |               |
| 2024년 | 4월 21일       | 팬텀 오브 뮤지컬 - 영천                                    | 영천시민회관 스타홀            |               |
| 2024년 | 6월 11일       | 제14회 대원하모니 정기연주회                               | 롯데콘서트홀                   |               |
| 2024년 | 7월 12일       | 서초, 특별금요음악회 30주년 콘서트                         | 서초문화예술회관 아트홀        |               |
| 2024년 | 7월 25일, 26일 | 스즈메의 문단속, 날씨의 아이, 너의 이름은. 갈라 콘서트     | 롯데콘서트홀                   |               |
| 2024년 | 7월 27일       | 소향x고유진 x송은혜 콘서트                                 | 의령군민문화회관               |               |
| 2024년 | 9월 28일       | 하남이성산성문화제 개막식                                  | 하남문화예술회관 어울마당      |               |
| 2024년 | 10월 3일       | 2024 성남뮤직페스티벌                                      | 위례중앙광장                   |               |
| 2024년 | 10월 5일       | 창작음악극<HOME; 돌아올 곳> - 구리                         | 구리아트홀 코스모스 대극장     |               |
| 2024년 | 10월 26일      | 함안의 편지                                                | 함안 문화예술회관 대극장       |               |
| 2024년 | 11월 15일      | 지브리 '추억의 마니' 음악콘서트 무라마츠 타카츠구 내한공연 | 예술의전당 콘서트홀            |               |
| 2024년 | 11월 27일      | 남성 그랜드 갈라 콘서트                                    | BEXCO 오디토리움               |               |
| 2024년 | 12월 17일      | 베리어프리 콘서트 <크리스마스 선물>                        | 논산아트센터 대공연장          |               |
| 2025년 | 2월 20일       | 2025 시즌 오프닝 콘서트 <신세계로부터>                     | 공주문예회관 대공연장          |               |
| 2025년 | 3월 8일        | 더 뮤지컬 스페셜 스테이지                                  | 제주아트센터 대극장            |               |
| 2025년 | 3월 26일       | 봄의 세레나데                                              | KG타워 KG하모니홀              |               |
| 2025년 | 4월 11일       | 팬텀 오브 뮤지컬 - 함양                                    | 함양문화예술회관 대공연장      |               |
| 2025년 | 4월 30일       | 디즈니 인 콘서트 : Beyond the Magic                        | 경주예술의전당 화랑홀          |               |
| 2025년 | 5월 2일        | 디즈니 인 콘서트 : Beyond the Magic                        | 광주예술의전당 대극장          |               |
| 2025년 | 5월 3일        | 디즈니 인 콘서트 : Beyond the Magic                        | 익산예술의전당 대공연장        |               |
| 2025년 | 5월 5일        | 디즈니 인 콘서트 : Beyond the Magic                        | 세종예술의전당                 |               |
| 2025년 | 5월 10일, 11일 | 디즈니 인 콘서트 : Beyond the Magic                        | 세종문화회관 대극장            |               |
| 2025년 | 5월 15일       | 디즈니 인 콘서트 : Beyond the Magic                        | 거제문화예술회관 대극장        |               |
| 2025년 | 6월 21일       | 팬텀 오브 뮤지컬 - 서귀포                                  | 서귀포예술의전당 대극장        |               |
| 2025년 | 7월 7일        | 충남교통방송 개국 축하 페스티벌                            | 충청남도청 남문 다목적광장     |               |

## 방송
| 연도   | 날짜     | 방송사    | 제목                   | 비고     |
| ------ | -------- | --------- | ---------------------- | -------- |
| 2021년 | 2월 19일 | 엠넷, TvN | 너의목소리가보여 시즌8 |          |
| 2021년 | 4월 15일 | KBS 2TV   | 누가누가 잘하나        | 심사위원 |
| 2021년 | 8월 12일 | KBS 2TV   | 누가누가 잘하나        |          |
| 2022년 | 3월 10일 | KBS 2TV   | 누가누가 잘하나        |          |
| 2022년 | 5월 1일  | KBS 1TV   | 열린음악회             |          |
| 2025년 | 7월 13일 | KBS 1TV   | 열린음악회             |          |

## 라디오
| 연도   | 방송사     | 제목                     | 비고 |
| ------ | ---------- | ------------------------ | ---- |
| 2021년 | TBS FM     | 최일구의 허리케인 라디오 |      |
| 2024년 | SBS 파워FM | 최화정의 파워타임        |      |

## 기타
- 루시 (밴드) - We Will fly away (feat. 송은혜)
- 던전앤파이터 OST - Liberation (Vocal. 송은혜)
- 애니메이션 영화 <사랑의 하츄핑> - 로미(가창연기) Youtube '사랑의 하츄핑 OST' 앨범